# 1905
Évszázadok: 19. század – 20. század – 21. század
Évtizedek: 1850-es évek – 1860-as évek – 1870-es évek – 1880-as évek – 1890-es évek – 1900-as évek – 1910-es évek – 1920-as évek – 1930-as évek – 1940-es évek – 1950-es évek
Évek: 1900 – 1901 – 1902 – 1903 –  1904 – 1905 – 1906 – 1907 – 1908 – 1909 – 1910

## Események

### Határozott dátumú események
- január 3. – I. Ferenc József magyar király feloszlatja az országgyűlést és új választásokat ír ki.
- január 4. – A Függetlenségi és 48-as (Ugron) Párt beolvad a Függetlenségi és 48-as pártba.
- január 22. (Julián naptár szerint január 9.) – A véres vasárnap Szentpéterváron.[1]
- január 22. – A Lengyel Királyság területén az orosz forradalom hatására általános sztrájk tör ki, melyet további politikai sztrájkok, tüntetések követnek.[2]
- január 26–február 4. – Lezajlanak az 1905-ös magyarországi országgyűlési választások, melyen az 1875 óta kormányzó Szabadelvű Párt vereséget szenvedett.[3] (I. Ferenc József ennek ellenére az eredményt negligálva megtartotta Tisza István kabinetjét hivatalában, majd június 18-án a császárhű báró Fejérváry Gézát nevezte ki miniszterelnöknek, ezzel súlyos belpolitikai válságot robbantva ki Magyarországon. A győztes szövetkezett ellenzék – tagjai vérmérsékletétől függően – a Monarchia részleges, vagy teljes felszámolását, Magyarország szerepének radikális újragondolását, átalakítását tűzte programjára.)
- január 28. – Varsóban iskolasztrájk robban ki, amely az egész Lengyel Királyságra kiterjed. (Az ifjúság lengyel nyelvű oktatást, lengyel nyelvű tankönyveket és lengyel tanárokat követel.)[2]
- február 18. – A magyar országgyűlés 10 ellenzéki nemzetiségi – román, szerb és szlovák – képviselője közös nemzetiségi klubot alapít.[4]
- április 8. – Meghal Josip Strossmayer diakóvári püspök, a horvát nemzeti politika kiemelkedő alakja.[5]
- május 1. – Újabb általános sztrájk a Lengyel Királyságban.[2]
- május 27–28. – A csuzimai csata, melyben a japán haditengerészetet tönkreveri a Zinovij Rozsesztvenszkij tengernagy vezette orosz Balti Flottát a Koreai-szoros keleti részén, a Csuzima-szorosban.[6]
- május 31. – Távozóban a párizsi Operából egy anarchista merényletet kísérel meg XIII. Alfonz spanyol király ellen. (A merénylet sikertelenül végződik.)[7]
- június 7. – A norvég nemzetgyűlés megszünteti a svéd-norvég uniót.[8]
- június 11–12. – A Szlovák Szociáldemokrata Párt (SZSZDP) I. kongresszusa az összmagyarországi pártból való kiválás mellett dönt.[4]
- június 18. – Fejérváry Géza alakít kormányt.[9]
- június 22–24. – Łódźban a munkások fegyveres felkelést robbantanak ki, amelyet a cári csapatok levernek.[10]
- július 7. – Japán csapatok szállnak partra Szahalinon.
- augusztus 9. – Portsmouthban megszületik a békeszerződés, amely lezárja az orosz–japán háborút.[11]
- szeptember 15. – Vörös péntek, a szociáldemokraták százezres tömegtüntetése az általános választójogért.[12]
- október 2–3. – A dalmáciai és horvátországi képviselők fiumei konferenciája. (Elfogadják a horvát ellenzéki politika új irányvonalát, az ún. „új kurzust”. A délszlávokat fenyegető legnagyobb veszélynek a német és osztrák balkáni térhódítást tartják, ezért támogatják az önálló Magyarországért harcoló magyar ellenzéket. A határozatot aláíró pártok – a Horvát Jogpárt, a Horvát Haladó Párt, a horvátországi Szerb Nemzeti Önálló párt, a Szerb Nemzeti Radikális Párt és időlegesen a szociáldemokrata párt – horvát–szerb választási koalíciót hoznak létre.)[5]
- október 17. – Zárában a szerb képviselők értekezlete is csatlakozik a fiumei határozathoz.[5]
- október 31. – Kikiáltják a Markovói Köztársaság függetlenségét.
- november 4. – II. Miklós orosz cár hatályon kívül helyezi az 1899-es manifesztumot, mely korlátozta Finnország autonómiáját az Orosz Birodalmon belül.
- november 5. – A IX. – és egyben az utolsó – összausztriai szociáldemokrata kongresszus október 31-ei felhívására Ausztria-szerte tiltakozó megmozdulásokat tartanak az általános választójog bevezetése érdekében. (Prágában a tüntetés 1 halálos áldozattal jár.)[4]
- november 18.
  - Megszületik az önálló Norvég Királyság.
  - Ifj. Andrássy Gyula vezetésével megalakul az Országos Alkotmánypárt.
- november 19. – Megnyitják a hívők előtt a budapesti Szent István-templomot, a későbbi Bazilikát. (A zárókő ünnepélyes letételére csak december 8-án kerül sor.)
- november 27. – A morvaországi tartományi gyűlés által november 22-én elfogadott úgynevezett morva paktumot Ferenc József is szentesíti. (A paktum újraszabályozza a tartományi rendtartás, a tartományi választások nemzetiségi arányait, az oktatás és a közigazgatás nyelvhasználati szabályait.)[4]
- november 28. – Sztrájk Ausztriában az általános választójog érdekében. (Ez az Osztrák–Magyar Monarchia legnagyobb munkásmegmozdulása.)[4]
- december 9. – Franciaországban elfogadják a szeparációs törvényt, amely kimondja, hogy az állam nem ismer el, és nem finanszíroz felekezetet. (Ennek eredményeként a köztársaság garantálja a szabad vallásgyakorlás lehetőségét, de az elismert egyházak kategóriáját megszünteti.)[13]
- december 14. – Zsolnán bejelentik a Szlovák Néppárt megalakulását.[4]
- december 22. – A Lengyel Szocialista Párt felkelést hirdet, amelyet azonban kezdeti sikerek után elfojtanak.[14]
- december 28. – Bolgár–szerb vámunió.[5]

### Határozatlan dátumú események
- az év folyamán –
  - Oroszországban megkezdődik a forradalom.
  - Az I. Eszperantó Világkongresszus Boulogne-sur-Merben.
  - A Szontagh nővérek létrehozzák a Csetneki csipke háziiparát.
  - A hivatalos magyarországi kivándorlási statisztika szerint ebben az évben vándorol ki a legtöbb szlovák; az összes kivándorló (170 430) 31%-a, 52 368 fő.[4]
  - A német törvényhozás, a Reichstag elfogadja azt a törvényt, amely megszünteti a rabszolgaságot a német védnökség alatt álló területeken.[15]
- december vége – Białystokban orosz mintára létrehozzák az első és egyetlen lengyel tanácsot, a „munkásküldöttek tanácsát”.[14]

## Az év témái

### 1905 a filmművészetben
- június 19. – Megnyílik az első ötcentes mozikuckó Pittsburgh-ben. Naponta 8 órán át futnak a filmek.

### 1905 a tudományban
- Albert Einstein „csodálatos éve”, melyben három alapvető cikke jelenik meg: egyikben kifejleszti a speciális relativitáselméletet, a másikban bizonyítja, hogy az anyag atomokból áll, a harmadikban jelentősen hozzájárul a kvantummechanika fejlődéséhez.

### 1905 a vasúti közlekedésben
- február 6. – Átadják a forgalomnak a Lajosmizse és Kecskemét közötti vasútvonalat, illetve az ebből kiágazó Kisnyír (ma Hetényegyháza) és Kerekegyháza közötti helyi érdekű vasutat.
- szeptember 27. – Felavatják a Nagykároly–Mátészalka és Csap közötti vasutat.

## Születések
- január 13. – Ábel Olga újságíró, író, műfordító († 1987)
- január 26. – Tamkó Sirató Károly költő, műfordító, művészettörténész († 1980)
- január 28. – Kulin György csillagász († 1989)
- február 3. – Paul Ariste észt nyelvészprofesszor († 1990)
- február 17. – Péter Rózsa Kossuth-díjas magyar matematikus († 1977)
- február 26. – Gömöri Pál Kossuth-díjas orvos, belgyógyász, az MTA tagja († 1973)
- március 6. – Makkai János magyar újságíró, közíró, országgyűlési képviselő († 1994)
- március 8. – Keserű Alajos olimpiai bajnok vízilabdázó († 1965)
- március 27. – Kalmár László matematikus, az MTA tagja († 1976)
- március 29. – Rejtő Jenő író († 1943)
- április 3. – Vermes Miklós Kossuth-díjas középiskolai fizika-, kémia- és matematikatanár, kiváló tankönyvíró és kísérletező († 1990)
- április 7. – Justus Pál, magyar társadalomtudományi író, költő, műfordító. († 1965)
- április 11. – József Attila költő († 1937)
- április 17. – Krompecher István orvos, anatómus, hisztológus, az MTA tagja, a magyarországi csont- és porcszövettani kutatások iskolateremtő egyénisége († 1983)
- április 26.
  - Keleti Márton filmrendező († 1973)
  - Denis O’Dea ír színész († 1978)
- május 13. – Fakhruddin Ali Ahmed, India 5. elnöke († 1977)
- május 16. – Henry Fonda Oscar-díjas amerikai színész († 1982)
- május 24. – Mihail Alekszandrovics Solohov Nobel-díjas orosz regényíró, elbeszélő (†  1984)
- június 23. – Iván István ötvös- és éremművész († 1967)
- július 25. – Elias Canetti osztrák író († 1994)
- július 28. – Csanádi György magyar közlekedésmérnök, szakpolitikus, közlekedésügyi miniszter († 1974)
- július 29. – Dag Hammarskjöld Nobel-békedíjas svéd diplomata, az ENSZ második főtitkára (†  1961)
- július 31. – Kocsis András szobrászművész († 1976)
- augusztus 1. – Gáspár Margit író, műfordító († 1994)
- augusztus 20. – Kunfalvi Rezső fizikatanár († 1998)
- augusztus 21. – Bacskay Zoltán magyar matematikus, egyetemi tanár († 1984)
- szeptember 3. – Carl David Anderson Nobel-díjas amerikai kísérleti fizikus († 1991)
- szeptember 5. – Arthur Koestler író († 1983)
- szeptember 28. – Darányi József atléta († 1990)
- október 6. – Orosz Mihály magyar középiskolai tanár, országgyűlési képviselő († 2001)
- október 19. – Idősebb Dohy János (korábban ifjabb Göllner János) növénypatológus, tanár († 1990)
- október 20. – Arnold Luhaäär észt súlyemelő († 1965)
- október 22. – Kozma József magyar zeneszerző, a francia sanzon megújítója († 1969)
- november 17. – Kocsis Antal olimpiai bajnok ökölvívó († 1994)
- november 21. – Kozmutza Flóra magyar pszichológusnő, József Attila kezelője († 1995)
- november 22. – Arma Paul (eredeti nevén Weisshaus Imre) magyar származású francia zeneszerző, zongoraművész, zeneetnológus († 1987)
- november 26. – Emlyn Williams brit színész, forgatókönyvíró (David Copperfield) († 1987)
- december 1. – Kellér Dezső író, humorista († 1986)
- december 15. – Farkas Ferenc kétszeres Kossuth-díjas zeneszerző († 2000)

## Halálozások
- január 3. – Baross Károly agrárpolitikus, gazdasági író, szerkesztő (* 1865)
- január 14. – Ernst Abbe német matematikus, fizikus (* 1840)
- január 24. – Máriássy János honvéd ezredes (* 1822)
- március 13. – Schulek Vilmos orvos, szemész, az MTA tagja (* 1843)
- március 24. – Jules Verne francia író (* 1828)
- március 29. – Böhm Pál festőművész (* 1839)
- május 1. – Lipthay Sándor vasútépítő mérnök, az MTA tagja (* 1847)
- május 3. – Balás Árpád egyetemi tanár, mezőgazdász, szakíró (* 1840)
- június 6. – Kulinyi Zsigmond újságíró, lapszerkesztő (* 1854)
- június 13. – József Károly Lajos osztrák főherceg, magyar királyi herceg, lovassági tábornok, a Magyar Királyi Honvédség főparancsnoka (* 1833)
- július 2. – Kruspér István metrológus, geodéta, az MTA tagja, a magyarországi mérésügy megalapozója (* 1818)
- október 15. – Szász Károly író, költő (* 1829)
- november 17. – Fülöp belga herceg, I. Lipót belga király fia és a későbbi I. Albert belga király apja (* 1837)

## Nobel-díjasok
- A Nobel-díjat a svéd Alfred Nobel alapította, 1901 óta adják át, melyet a Svéd Királyi Tudományos Akadémia ítél oda a tudomány, az irodalom és humanitárius területen kimagasló eredményt elért magánszemélyeknek, illetve intézményeknek.

| Fizikai            | Lénárd Fülöp       |
| Kémiai             | Adolf von Baeyer   |
| Orvosi-fiziológiai | Robert Koch        |
| Irodalmi           | Henryk Sienkiewicz |
| Béke               | Bertha von Suttner |